# Минаев, Борис Дорианович
Борис Дориа́нович Мина́ев (род. 24 мая 1959, Москва) — советский и российский журналист, писатель и колумнист, издатель. Главный редактор журнала «Медведь». С детства мечтал о журналистской карьере; в одном из своих интервью отмечал:
Журналистом... захотел стать после просмотра фильма «Журналист». И не потому, что там показана красивая журналистская жизнь, а потому что... представители этой профессии обладали бо́льшей независимостью, чем все остальные... В 15-16 лет хотел стать таким, как тогдашний Юрий Щекочихин... Это был мой кумир.
Заслуженный работник культуры Российской Федерации (1999).

## Образование
Окончил московскую школу № 743, в ней учился последние три года, до этого — в 95-й и 96-й. Коренной москвич Минаев вспоминает:
Я родился в районе старой Москвы, там, где теперь стоит памятник немецкому философу Энгельсу, в районе станции метро «Кропоткинская», названной в честь другого революционера… Вообще всё моё детство прошло в окружении книжек про революцию, фильмов про революцию, про гражданскую войну…; улицы, школы, дома культуры, вокзалы, станции метро, танковые дивизии, корабли — всё было названо в честь революционеров и большевиков. Потом я переехал с родителями на Красную Пресню, в самый, наверное, революционный район Москвы.
Окончил факультет журналистики МГУ в 1981 году. Диплом назывался — «Гоголь в зеркале русской критики» — в нём Минаев использовал не публиковавшиеся при советской власти тексты Бердяева, Розанова, Мережковского и других русских философов, как он сам вспоминает, «не потому что такой умный, а потому что писал его на кафедре критики, где руководителем научным был выдающийся человек, главный редактор журнала „Континент“ И. И. Виноградов».
Своим учителями в эссеистике и журналистике считает Юрия Щекочихина и Льва Аннинского.

## Трудовая биография
- 1981—1984 — стажер, корреспондент газеты «Комсомольская правда» («Алый парус»)[4].
- 1984—1987 — член редколлегии журнала «Вожатый» (отдел эстетического воспитания).
- 1987—1991 — специальный корреспондент, заведующий отделом учащейся молодёжи газеты «Комсомольская правда».
- 1991—2005 — член редколлегии (отдел литературы, отдел культуры), с 1998 года — заместитель главного редактора журнала «Огонёк»[5].
- 2005—2006 — заместитель главного редактора журнала «Город женщин».
- 2007—2008 — заместитель главного редактора журнала «Story», созданного группой бывших «огоньковцев».
- 2008—2011 — заместитель главного редактора, с февраля 2010 года — главный редактор журнала «Медведь».

## Деятельность
В 1982 году Минаев случайно («по горящей путевке») попал на семинар для молодых писателей, который вели Яков Аким и Сергей Иванов, к тому времени Минаев написал всего два небольших рассказа о школьниках. Это был семинар детской литературы, где к началу перестройки зародилось будущее общество детских писателей «Чёрная курица» (М. Москвина, М. Бородицкая, Тим Собакин, О. Кургузов, Лев Яковлев, Ю. Нечипоренко, Пономарева Татьяна Дмитриевна и другие).
В 1988—1990 году был написан первый корпус рассказов из «Детства Лёвы», по рукописи автор был принят в Союз писателей. Сама книга вышла только в 2001 году и стала (не считая биографии Ельцина) самой известной и цитируемой книгой автора, примеры из неё можно встретить в исследованиях по современному русскому языку и хрестоматиях по внеклассному чтению.

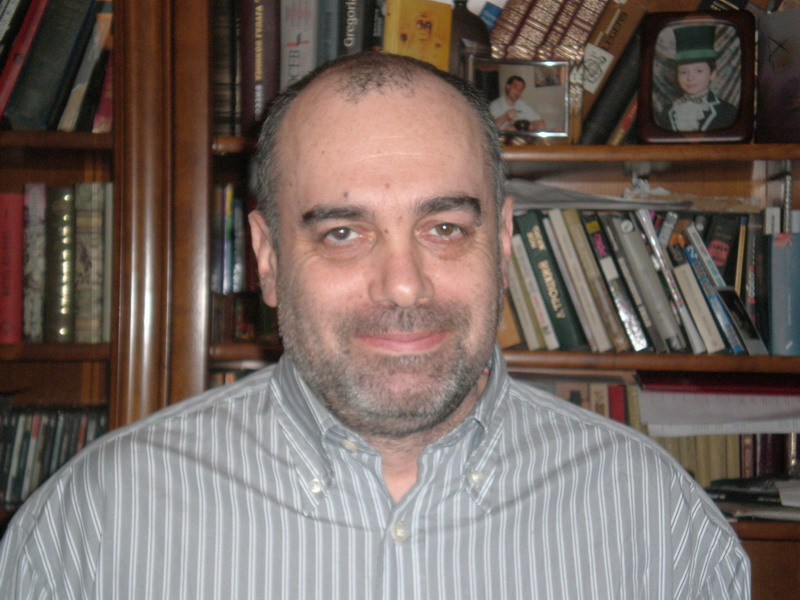
Книжный шкаф, как предмет устаревшей бытовой культуры, 2008 год

- Первая публикация — повесть «Друг по переписке» («Пионер», 1988)[10].

Рассказы и повести в детских журналах и литературных сборниках для детей и подростков — разные годы.

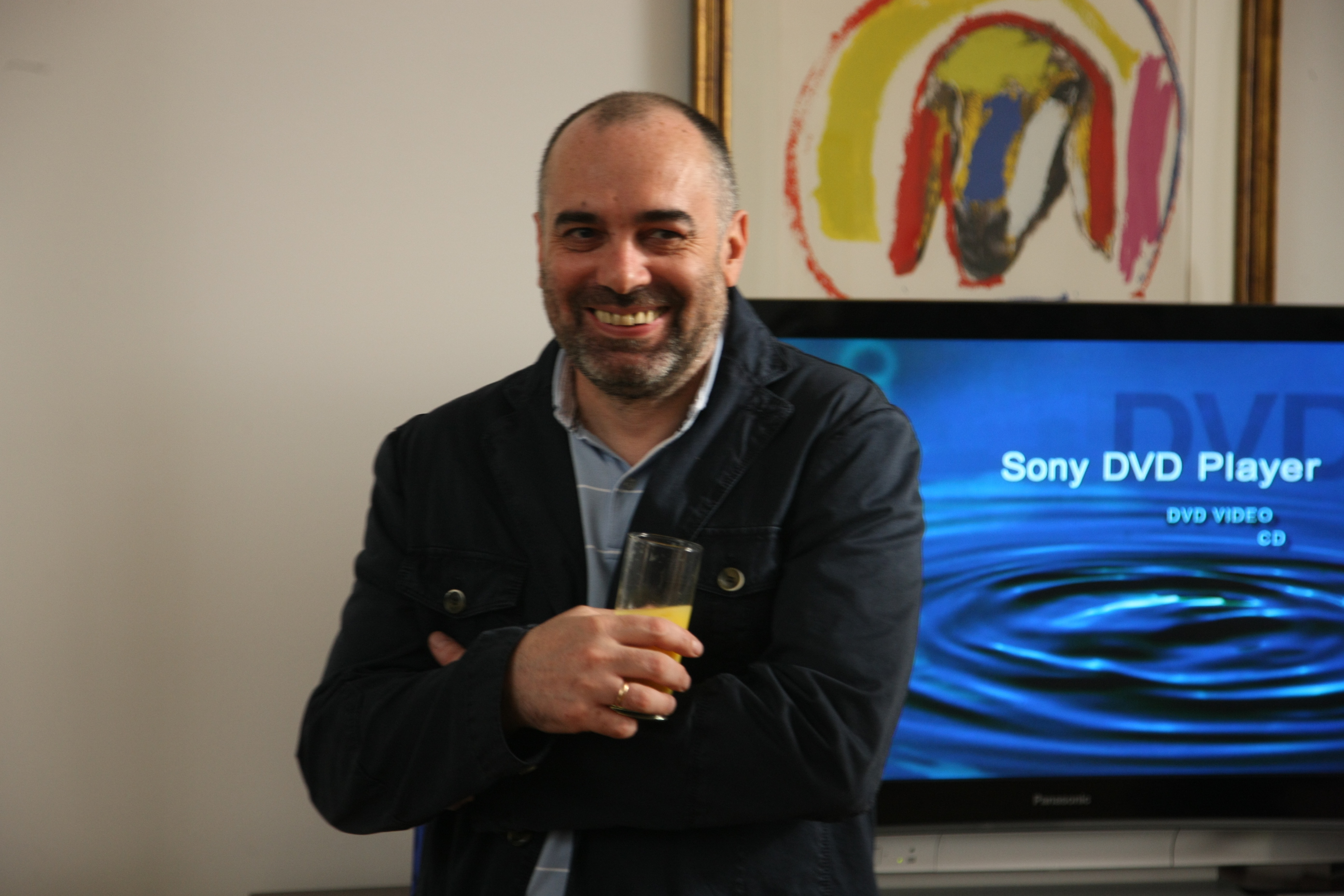
Во время выступления перед читателями

## Награды и премии

### Государственные награды
- Заслуженный работник культуры Российской Федерации (16 декабря 1999 года) — за заслуги в области печати и в связи со 100-летием со дня выхода первого номера журнала[11]

### Премии
- «Заветная мечта» (конкурс на лучшую детскую книгу, в 2006 году жюри под председательством Эдуарда Успенского присудило книге «Детство Лёвы» вторую главную премию)[12].
- Премия журнала «Октябрь» за лучшую публикацию года:
  - В 2007 году за роман «Психолог».
  - В 2009 году за цикл статей о театре (рубрика «Литчасть»).
- Дважды (в 2006 и 2008 гг.) номинировался на премию «Большая книга» — за романы «Гений дзюдо» и «Психолог».
- В 2016 году получил премию «Писатель года 2016» по версии журнала GQ[13].
- В 2021 году получил премию Егора Гайдара, присуждаемую Фондом Егора Гайдара, «за выдающийся вклад в области истории»[14].
- Премия журнала «Дружба народов» за ведение авторской колонки «Правила игры» (2022).

## Семья

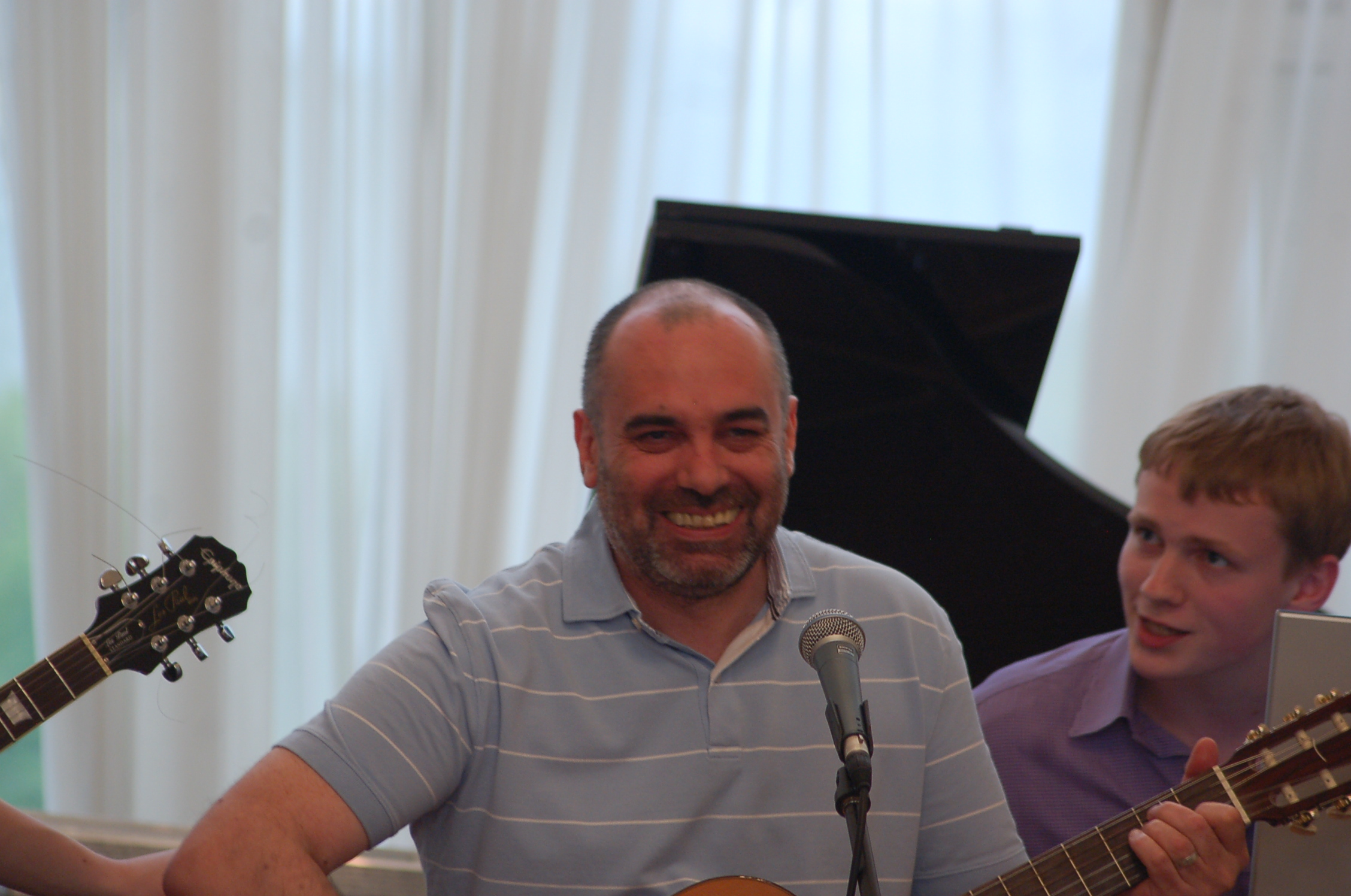
50 лет, во время празднования юбилея, 2009

- Отец — Дориан Михайлович Минаев, инженер-текстильщик, главный инженер комбината «Трёхгорная мануфактура», директор Второй ткацко-отделочной фабрики, Семёновского красильного и отделочного комбината, умер в 1979 году, в возрасте 49 лет[4].
- Мать — Тамара Матвеевна Минаева, кандидат технических наук, главный специалист ВНИИ по переработке химических волокон.
- Жена — Анна «Ася» Владимировна Друянова, журналист, редактор. Редактировала детские журналы, телевизионные программы («Ночной полёт с Андреем Максимовым»), племянница Льва Аннинского[4].
  - Сын  —  Дмитрий Минаев, 1985 г.р.,
  - Сын  —  Александр Минаев, 1988 г.р.